# Автомагістраль A5 (Нідерланди)
Автомагістраль A5 — автострада в Нідерландах. Протяжністю 17 км, це одна з найкоротших автомагістралей країни.

## Огляд
A5 служить західною об’їзною дорогою для міста Амстердам, звільняючи західну частину автомагістралі A10 від наскрізного руху в напрямку Zaanstad і північної частини провінції. Він також утворює ярлик між автомагістралями A4 та A9, скорочуючи час у дорозі та відстань між Гаагою та Гарлемом та Алкмаром. Цей ярлик розвантажив жваве перехрестя Badhoevedorp. Нинішня A5 була відкрита у двох секціях: перша 8 листопада 2003 року з’єднала A4 з A9, у результаті чого з’явилися дві нові розв’язки: розв’язка De Hoek (A4/A5) і розв’язка Raasdorp (A5/A9). Ця ділянка A5 не має виїздів, хоча є пандус у напрямку Hoofddorp, коли ви їдете на південь. Оскільки ця розв’язка розташована безпосередньо перед розв’язкою De Hoek, вона вважається частиною A4 і тому не має номера виїзду. Єдиний об’єкт, який трапляється під час руху цією частиною A5, — це короткий тунель (Rolbaantunnel) під секцією, що з’єднує злітно -посадкову смугу Polderbaan аеропорту Схіпхол (найзахідніша злітно-посадкова смуга Схіпгола) з рештою аеропорту. Безпосередньо паралельно автомагістралі A5, на її сході, знаходиться інша злітно-посадкова смуга, Zwanenburgbaan.

## Плани на майбутнє
У майбутньому може бути побудована нова частина Амстердама. Цей «Parkwijk» можна з’єднати з A5, побудувавши нове перехрестя між розв’язкою Raasdorp і перехрестям 2. Виїзд номер 1 зарезервовано для цього можливого нового перехрестя.

## Обмеження швидкості
Між розв'язкою De Hoek і розв'язкою Raasdorp обмеження швидкості на A5 становить 130 км/год. Між розв'язкою Raasdorp і Coenplein обмеження швидкості становить 100 км/год.